# Hôtel de police de Ham-sur-Heure
L'Hôtel de police de Ham-sur-Heure est le commissariat central de la Zone de police Germinalt, il est situé au n°7 de la rue du Calvaire à Ham-sur-Heure en Belgique.

## Construction
La décision de construction du bâtiment est prise en juin 2005 par le conseil de police. L'enquête publique relative au projet prend fin le 16 avril 2007.
La construction se voit allouer un budget de 3,5 millions d'euros. Un appel d'offres est lancé, auquel vingt-deux sociétés répondent. C'est finalement la société Thomas & Piron qui remporte le marché. Le bâtiment est construit sur le lieu-dit des « Grands Prés », d'une superficie de 2,5 hectares, qui était anciennement une décharge. Le projet devait initialement voir le jour en octobre 2008.
La construction débute en septembre 2007. Il est inauguré le mercredi 11 mars 2009.
Le 6 octobre 2009, le conseil d'état annule annule le permis d'urbanisme accordé pour la construction du bâtiment, à la suite du recours introduit par un comité de riverains, le « Collectif des Grands Prés ».

## Spécificités
Le bâtiment est construit sur le lieu-dit des « Grands Près », qui était anciennement une décharge. Les locaux sont disposés sur trois étages et représentent une superficie totale de 927m2.
À la suite de la construction, chaque commune composant la zone de police conserve son poste de policé décentralisé. Celui de Ham-sur-Heure a vocation à accueillir le personnel administratif et des services intervention et circulation.